# Vitamin-B6-Mangel

Pyridoxin

Vitamin-B6-Mangel (auch Pyridoxinmangel) ist ein Mangel an Pyridoxin, Pyridoxamin, Pyridoxal und den phosphorylierten Derivaten dieser chemischen Verbindungen, Vitamere des Vitamin B6. Ein Mangel an Vitamin B6 ist sehr selten und tritt in Zusammenhang mit Mangelernährung und der Einnahme bestimmter Medikamente auf. Die hauptsächlichen Symptome sind Dermatitis, Glossitis und mikrozytäre Anämie.

## Ursache
Über verringerte Konzentrationen von Pyridoxal-5-phosphat (PLP), also der wichtigsten aktiven Form von Vitamin B6, im Blutplasma wurde bei Asthma, Diabetes Mellitus, Alkoholkrankheit, Herzerkrankungen, Schwangerschaft, Brustkrebs, Hodgkin-Lymphom und Sichelzellenanämie berichtet. Patienten mit Urämie können auch betroffen sein. Da Vitamin B6 in manchen Lebensmitteln reichlich vorhanden ist, aber auch licht- und hitzeempfindlich ist, sind eine einseitige Ernährung oder eine Unterernährung weitere mögliche Ursachen.
Die Medikamente Isoniazid, Penicillamin, Hydralazin und Levodopa/Carbidopa stehen in Verbindung mit Vitamin-B6-Mangel, da sie in den Pyridoxinstoffwechsel eingreifen.
Es traten wenige Fälle in den Jahren 1952 bis 1953, vor allem in den Vereinigten Staaten bei Kindern auf, die einen Muttermilchersatz ohne Pyridoxin erhalten haben.

## Klinische Erscheinung
Leichter Mangel an Vitamin B6 verursache unspezifische Symptome wie Stomatitis, Glossitis, Cheilitis, Verwirrtheit, Depression und möglicherweise Periphere Neuropathie. Schwerer Mangel steht in Verbindung mit Seborrhoischer Dermatitis, Mikrozytärer Anämie und Krampfanfällen.
Vitamin-B6-Mangel kann zu erhöhten Homocysteinplasmakonzentrationen führen, was ein Risikofaktor für Atherosklerose und venöse Thrombose ist.

### Pyridoxinabhängige Epilepsie
Ein angeborener Fehler des Pyridoxinmetabolismus ist für die pyridoxinabhängige Epilepsie verantwortlich, die zu schwierig behandelbaren Krampfanfällen bei Neugeborenen führt.

## Untersuchungsmethoden
Untersuchungen zum Vitamin-B6-Status werden traditionell in direkte Tests (Vitaminkonzentrationen im Blutplasma, Blutzellen oder Urin) oder indirekt Tests (Aminotransferasesättigung von Erythrozyten durch Pyridoxal-5'-phosphat [PLP] oder Tryptophanmetabolite) unterteilt. Diese Tests zeigen meistens das relative Maß der Vitamin-B6-Einnahme an. Sie eignen sich nur um eine Vitamin-B6-Zunahme oder Abnahme im Körper festzustellen. Absolute Werte, die eine ausreichende Versorgung oder einen Mangel bedeuten, sind grundsätzlich problematisch zu erfassen. Es gibt daher wenig wissenschaftliche Evidenz, welche Testergebnisse für ein ausreichendes Niveau oder einen tatsächlichen Mangel stehen.
PLP im Blutplasma ist wahrscheinlich der beste Einzelindikator für den Vitamin-B6-Status des Körpers, da er den Grad der Gewebeeinlagerung widerspiegelt.
Plasma-PLP wird mit einem enzymatischen Test, dem Apo-Tyrosin-Decarboxylase-Assay gemessen. Dieser Assay ist gut standardisiert und es gibt normalerweise gute Übereinstimmungen zwischen Laboren.

## Behandlung
Bei einer Behandlung von Vitamin-B6-Mangel wird das fehlende Vitamin ersetzt. Da die Überdosierung bleibende neurologische Schäden verursachen kann, werden verschiedene Tageshöchstdosen empfohlen. Während 100 mg pro Tag als sichere Grenze gelten, werden bei der Therapie akuter Krampfanfälle im Fall der pyridoxinabhängigen Epilepsie Dosen zwischen 200 mg und 500 mg pro Tag oder 15 bis 30 mg pro kg Körpergewicht und Tag verwendet. Alternativ ist auch eine Therapie mit Pyridoxalphosphat möglich.

### Aufnahme mit der Nahrung
Die empfohlene diätische Tagesdosis von Vitamin B6 für gesunde Menschen reicht bei Kindern von 0,5 bis 1 mg, bei jungen Frauen und Männern ist sie 1,3 mg und steigt auf 1,7 mg für Männer über 50 Jahren und 1,5 mg für Frauen die älter als 50 Jahre sind.